# Euselasia
Euselasia är ett släkte av fjärilar. Euselasia ingår i familjen Riodinidae.

## Bildgalleri

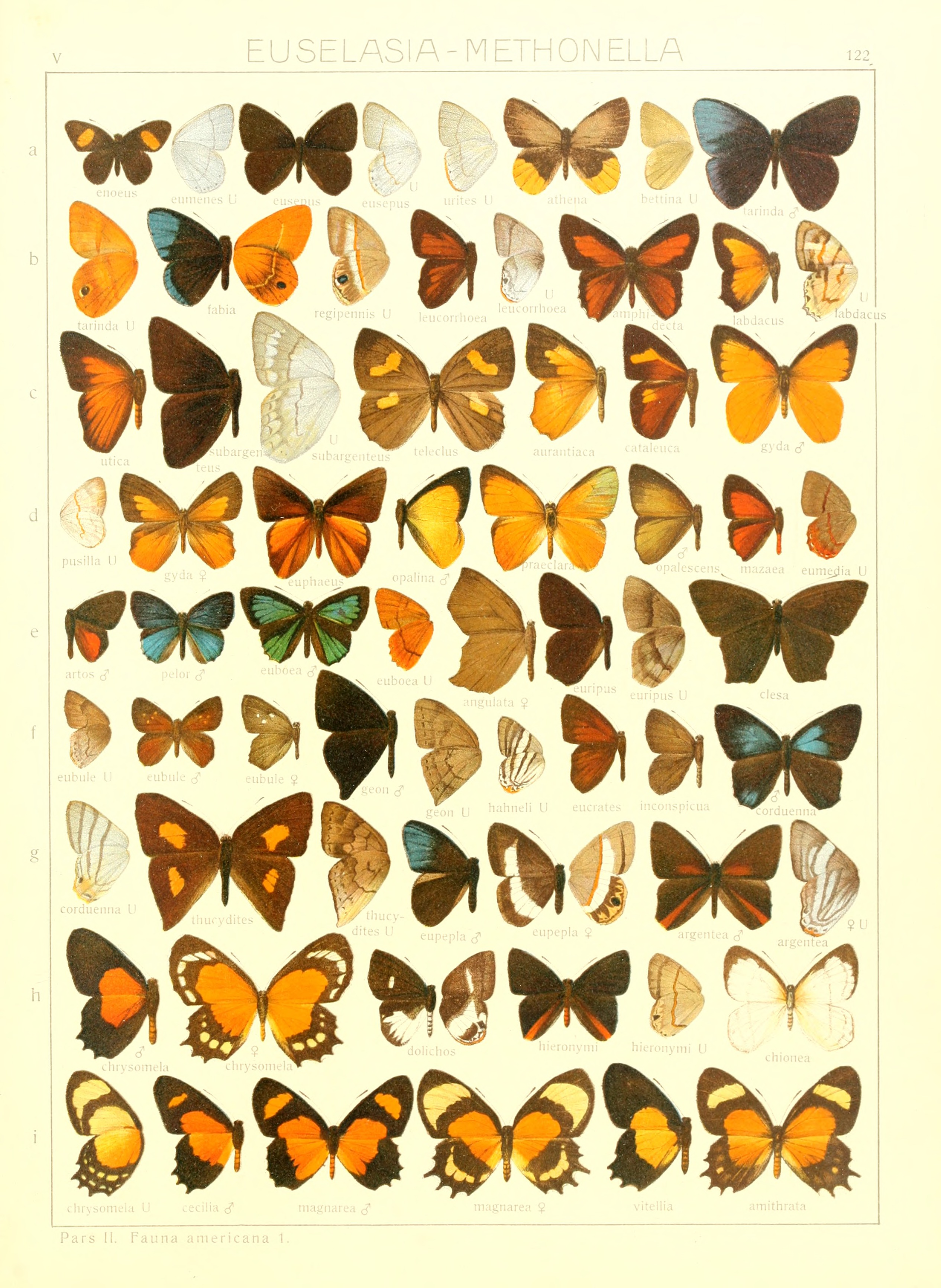
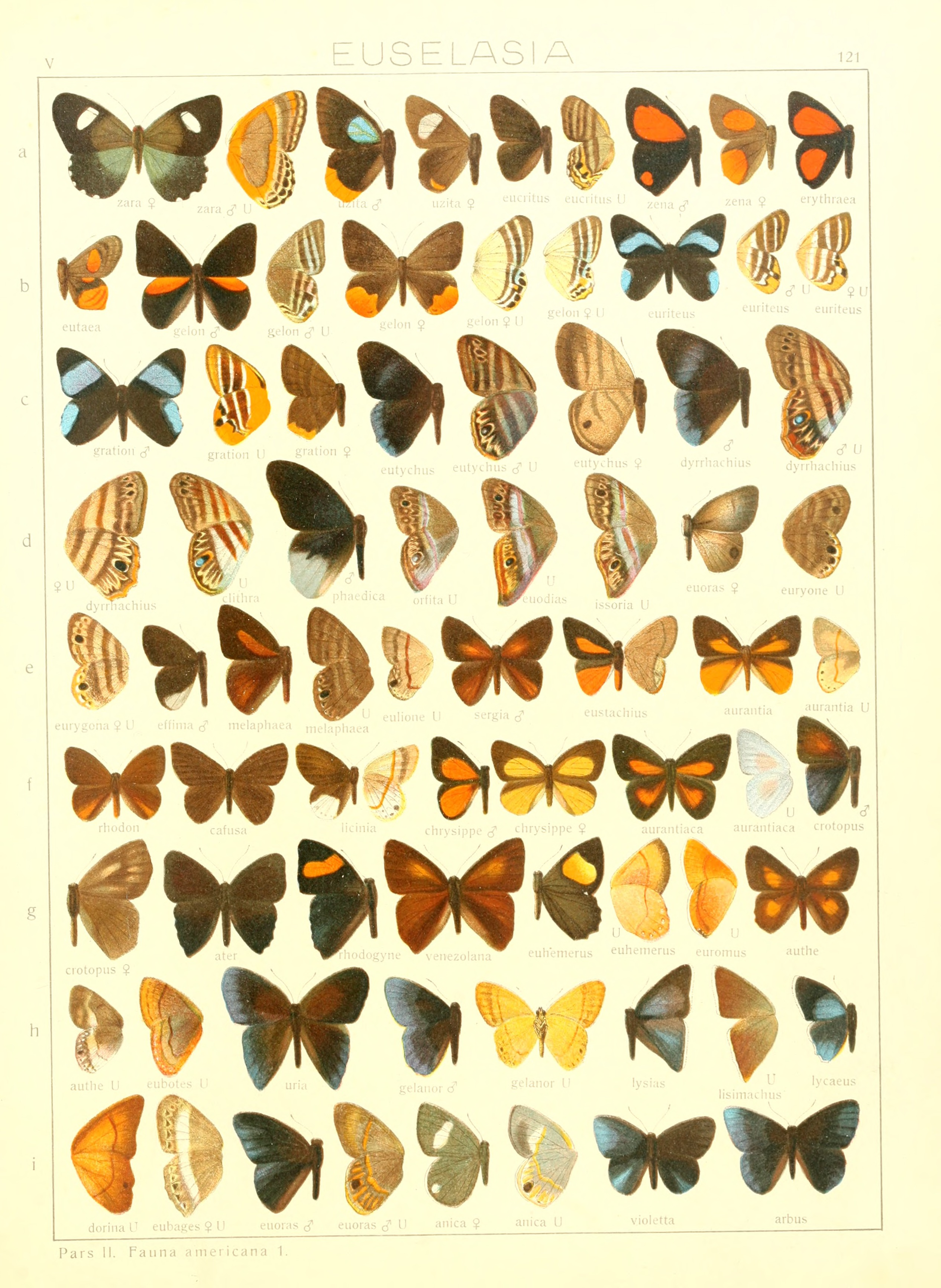
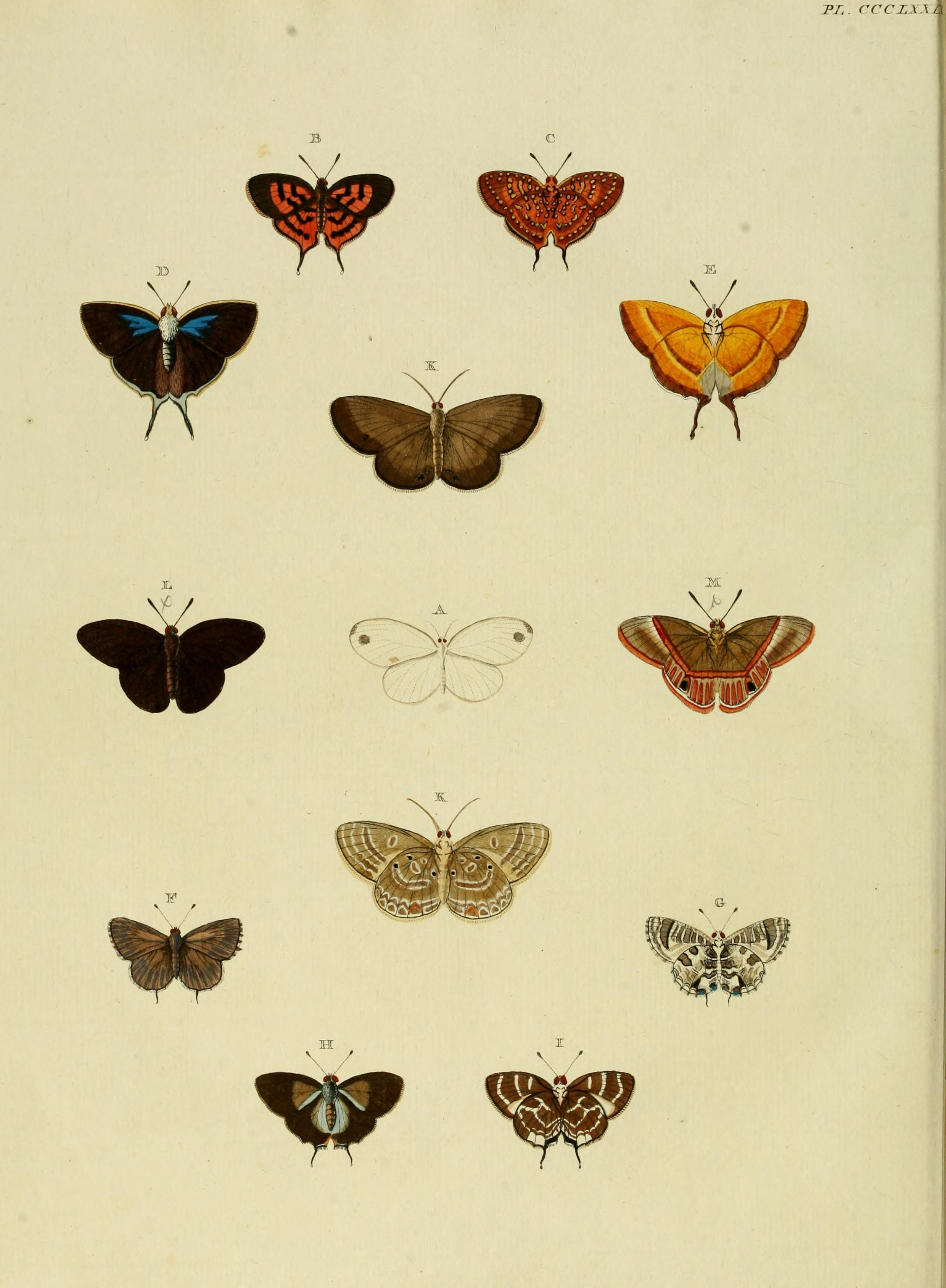
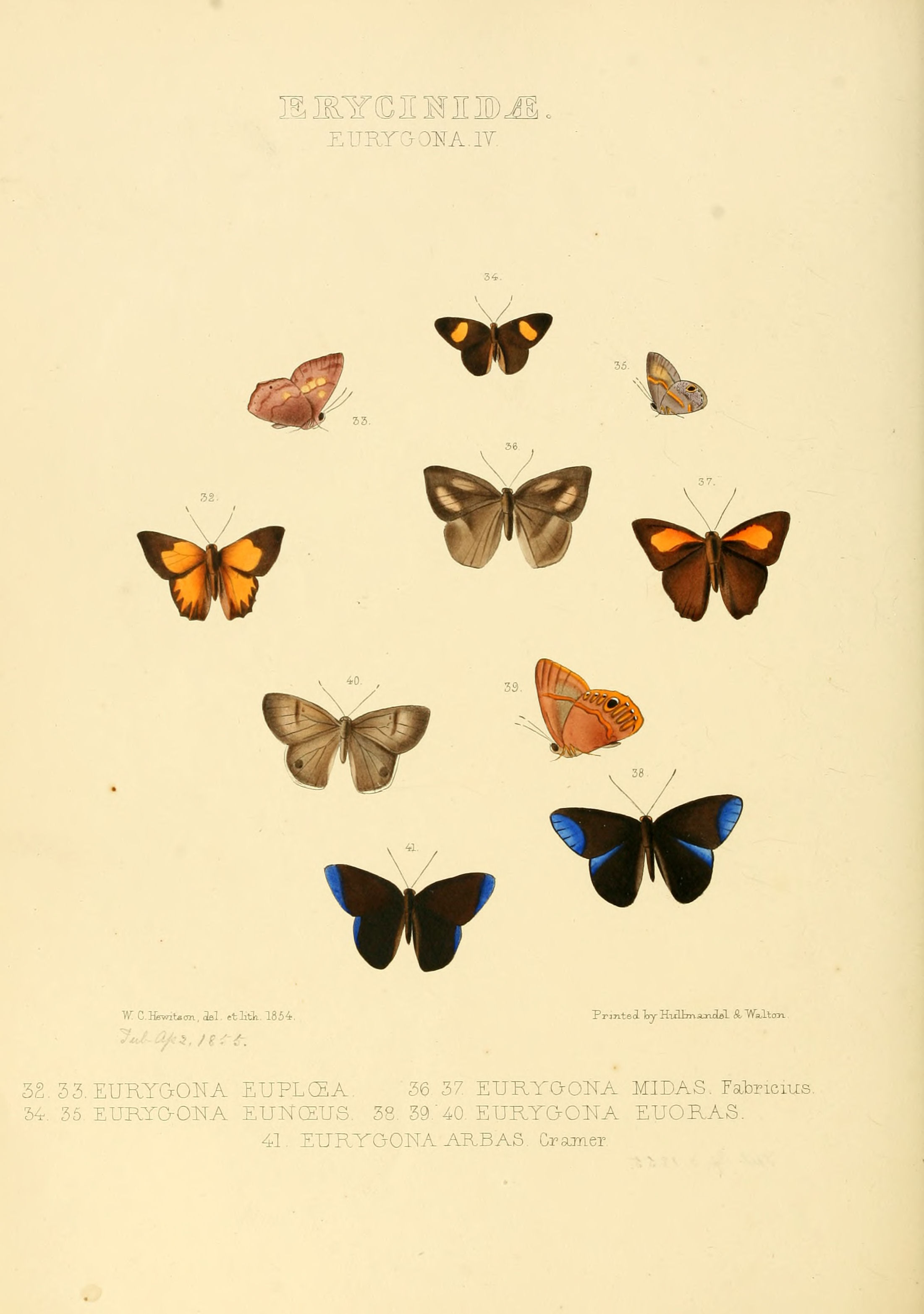
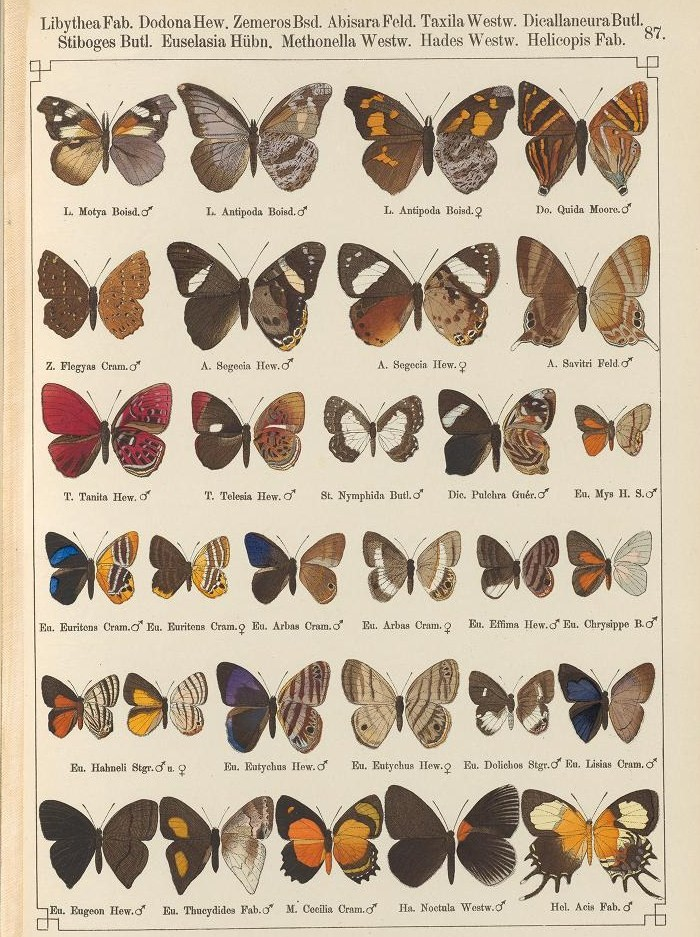
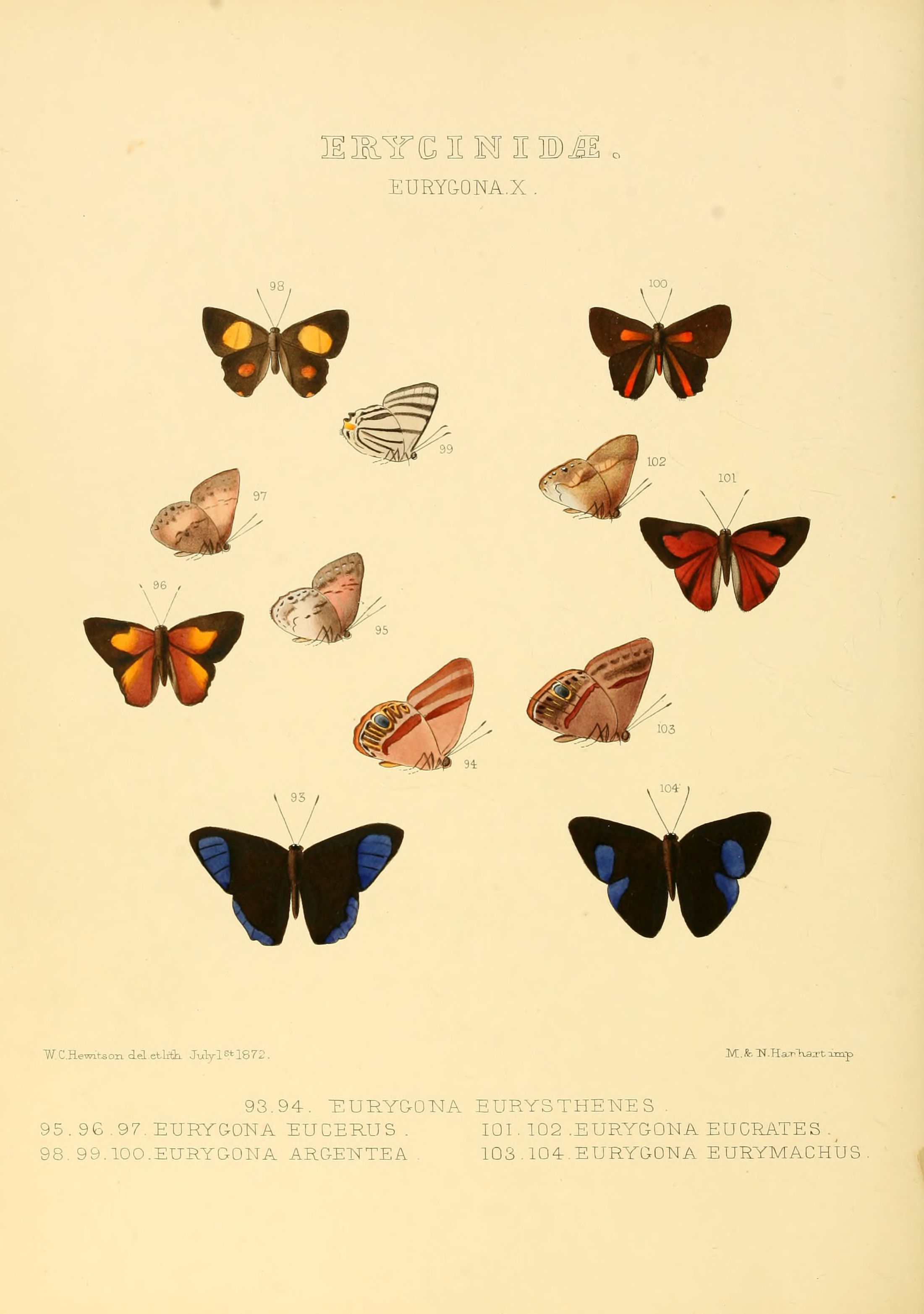

## Dottertaxa tillEuselasia, i alfabetisk ordning[1]
- Euselasia abreas
- Euselasia aethiops
- Euselasia albida
- Euselasia alburna
- Euselasia alcira
- Euselasia alcmena
- Euselasia amblypodia
- Euselasia amphidecta
- Euselasia anadema
- Euselasia angulata
- Euselasia angustifascia
- Euselasia anica
- Euselasia apheliotes
- Euselasia apisaon
- Euselasia arbas
- Euselasia arbassa
- Euselasia archelaus
- Euselasia argentea
- Euselasia arisbas
- Euselasia artos
- Euselasia ater
- Euselasia athena
- Euselasia attrita
- Euselasia aurantia
- Euselasia aurantiaca
- Euselasia authe
- Euselasia baucis
- Euselasia bellis
- Euselasia bettina
- Euselasia bilineata
- Euselasia boliviensis
- Euselasia brevicauda
- Euselasia cafusa
- Euselasia calligramma
- Euselasia candaria
- Euselasia cataleuca
- Euselasia catapoecila
- Euselasia catoleuce
- Euselasia charilis
- Euselasia cheles
- Euselasia chionea
- Euselasia chirone
- Euselasia chrysippe
- Euselasia clesa
- Euselasia clithra
- Euselasia coccinella
- Euselasia condensa
- Euselasia conspicua
- Euselasia copiosa
- Euselasia corduena
- Euselasia crinina
- Euselasia crinon
- Euselasia crotopiades
- Euselasia crotopina
- Euselasia crotopus
- Euselasia cucuta
- Euselasia cuprea
- Euselasia cytis
- Euselasia decussis
- Euselasia dione
- Euselasia dolichos
- Euselasia dorina
- Euselasia dyrrhachius
- Euselasia ecuadorensis
- Euselasia effima
- Euselasia ella
- Euselasia elmira
- Euselasia emblema
- Euselasia emithres
- Euselasia erilis
- Euselasia erosa
- Euselasia eryphila
- Euselasia erythraea
- Euselasia ethemon
- Euselasia eubages
- Euselasia euboea
- Euselasia eubotes
- Euselasia eubule
- Euselasia eucardia
- Euselasia eucerus
- Euselasia eucrates
- Euselasia eucritus
- Euselasia eugeon
- Euselasia euhemerus
- Euselasia eulione
- Euselasia eumedia
- Euselasia eumenes
- Euselasia eumithres
- Euselasia eunaeola
- Euselasia eunaeus
- Euselasia euodias
- Euselasia euoras
- Euselasia eupatra
- Euselasia eupepla
- Euselasia euphaes
- Euselasia euphyla
- Euselasia euploea
- Euselasia euriteus
- Euselasia euromus
- Euselasia eurymachus
- Euselasia euryone
- Euselasia eurypus
- Euselasia eurysthenes
- Euselasia eusepus
- Euselasia eustachius
- Euselasia eustola
- Euselasia eutaea
- Euselasia eutychus
- Euselasia extensa
- Euselasia fabia
- Euselasia faceta
- Euselasia februalis
- Euselasia ferrugo
- Euselasia fervida
- Euselasia fervidina
- Euselasia flava
- Euselasia fournierae
- Euselasia frivola
- Euselasia fulviplaga
- Euselasia galaena
- Euselasia gelanor
- Euselasia gelisae
- Euselasia gelon
- Euselasia gemellus
- Euselasia geon
- Euselasia gordios
- Euselasia gradata
- Euselasia gration
- Euselasia gyda
- Euselasia gydina
- Euselasia hahneli
- Euselasia hieronymi
- Euselasia howlandi
- Euselasia hygenius
- Euselasia hypocala
- Euselasia hypocrita
- Euselasia hypophaea
- Euselasia ictina
- Euselasia ignitus
- Euselasia imbona
- Euselasia inconspicua
- Euselasia interrupta
- Euselasia issoria
- Euselasia janigena
- Euselasia joiceyi
- Euselasia jugata
- Euselasia julia
- Euselasia kartopus
- Euselasia labdacus
- Euselasia labiena
- Euselasia lacteata
- Euselasia lara
- Euselasia leucon
- Euselasia leucophryna
- Euselasia leucorrhoa
- Euselasia libanochra
- Euselasia licinia
- Euselasia lindana
- Euselasia lineata
- Euselasia lycaeus
- Euselasia lysias
- Euselasia lysimachus
- Euselasia mammeae
- Euselasia marcida
- Euselasia marginata
- Euselasia marica
- Euselasia matuta
- Euselasia mazaca
- Euselasia meconites
- Euselasia melaphaea
- Euselasia mexicana
- Euselasia micaela
- Euselasia midas
- Euselasia mira
- Euselasia mirania
- Euselasia modesta
- Euselasia murina
- Euselasia mutator
- Euselasia mutica
- Euselasia mys
- Euselasia mystica
- Euselasia nannothis
- Euselasia nycha
- Euselasia ocalea
- Euselasia occulta
- Euselasia odrysia
- Euselasia onorata
- Euselasia onyx
- Euselasia opalescens
- Euselasia opalina
- Euselasia ophias
- Euselasia opigena
- Euselasia opimia
- Euselasia orba
- Euselasia orfita
- Euselasia orion
- Euselasia pallida
- Euselasia parca
- Euselasia parmata
- Euselasia patella
- Euselasia pellonia
- Euselasia pellos
- Euselasia pelor
- Euselasia pelusia
- Euselasia phedica
- Euselasia phelina
- Euselasia phrygia
- Euselasia placidus
- Euselasia portentosa
- Euselasia praecipua
- Euselasia praeclara
- Euselasia proavia
- Euselasia procula
- Euselasia psamathes
- Euselasia psammathe
- Euselasia pullata
- Euselasia pusilla
- Euselasia rasonea
- Euselasia rava
- Euselasia reducta
- Euselasia regipennis
- Euselasia rhodogyne
- Euselasia rhodon
- Euselasia rubrocilia
- Euselasia russata
- Euselasia sabinus
- Euselasia salimba
- Euselasia satyroides
- Euselasia scotinosa
- Euselasia seitzi
- Euselasia serapis
- Euselasia sergia
- Euselasia spectralis
- Euselasia subargentea
- Euselasia tarinta
- Euselasia teleclus
- Euselasia telecta
- Euselasia tenage
- Euselasia terrea
- Euselasia tetra
- Euselasia thucydides
- Euselasia thusnelda
- Euselasia toppini
- Euselasia truculenta
- Euselasia trysoni
- Euselasia unicolor
- Euselasia uria
- Euselasia urites
- Euselasia utica
- Euselasia uzita
- Euselasia venezolana
- Euselasia violacea
- Euselasia violetta
- Euselasia zara
- Euselasia zena
- Euselasia zonaria